# Warzenschwein

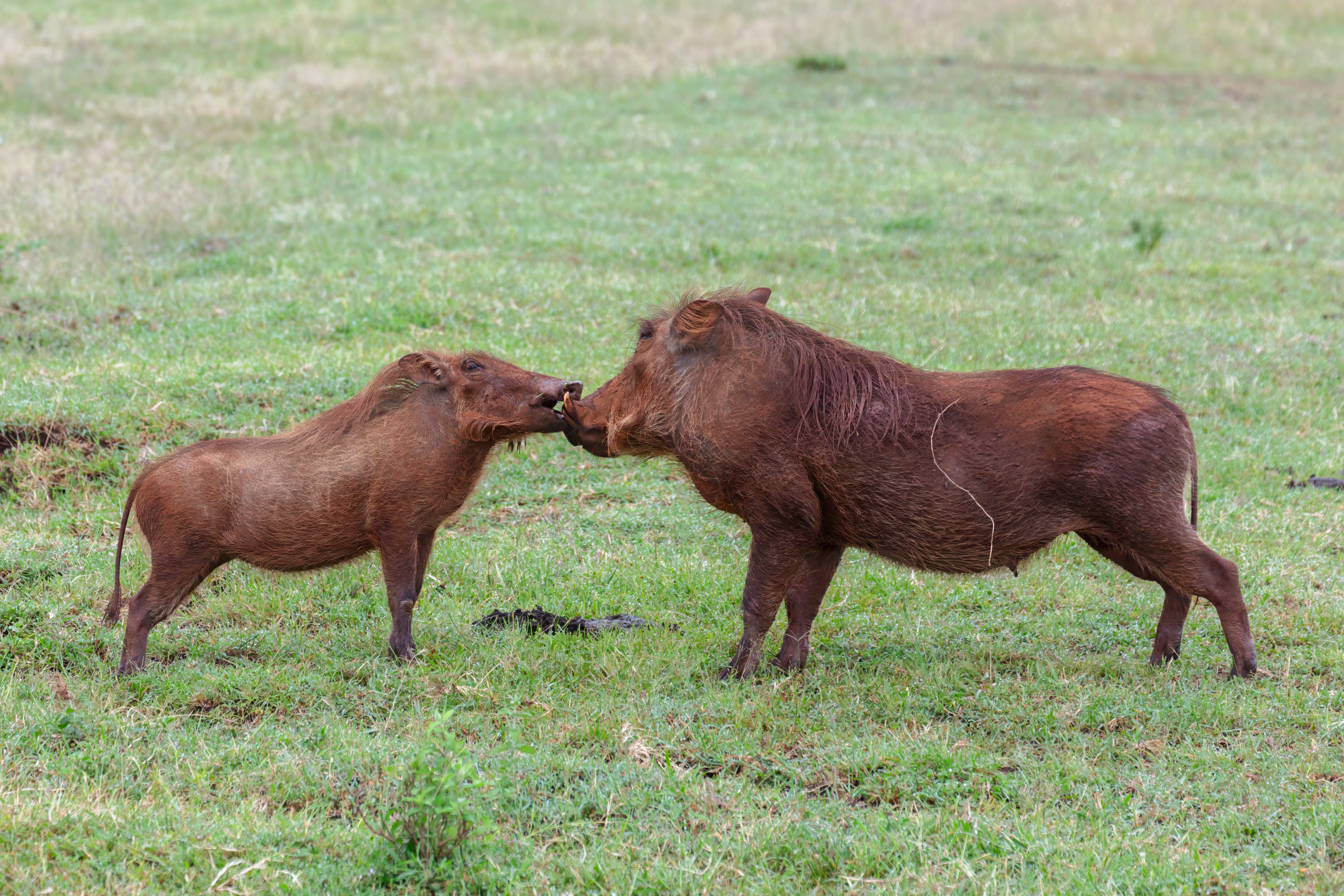
Weibliches (links) und männliches Warzenschwein in Masai Mara, Kenia

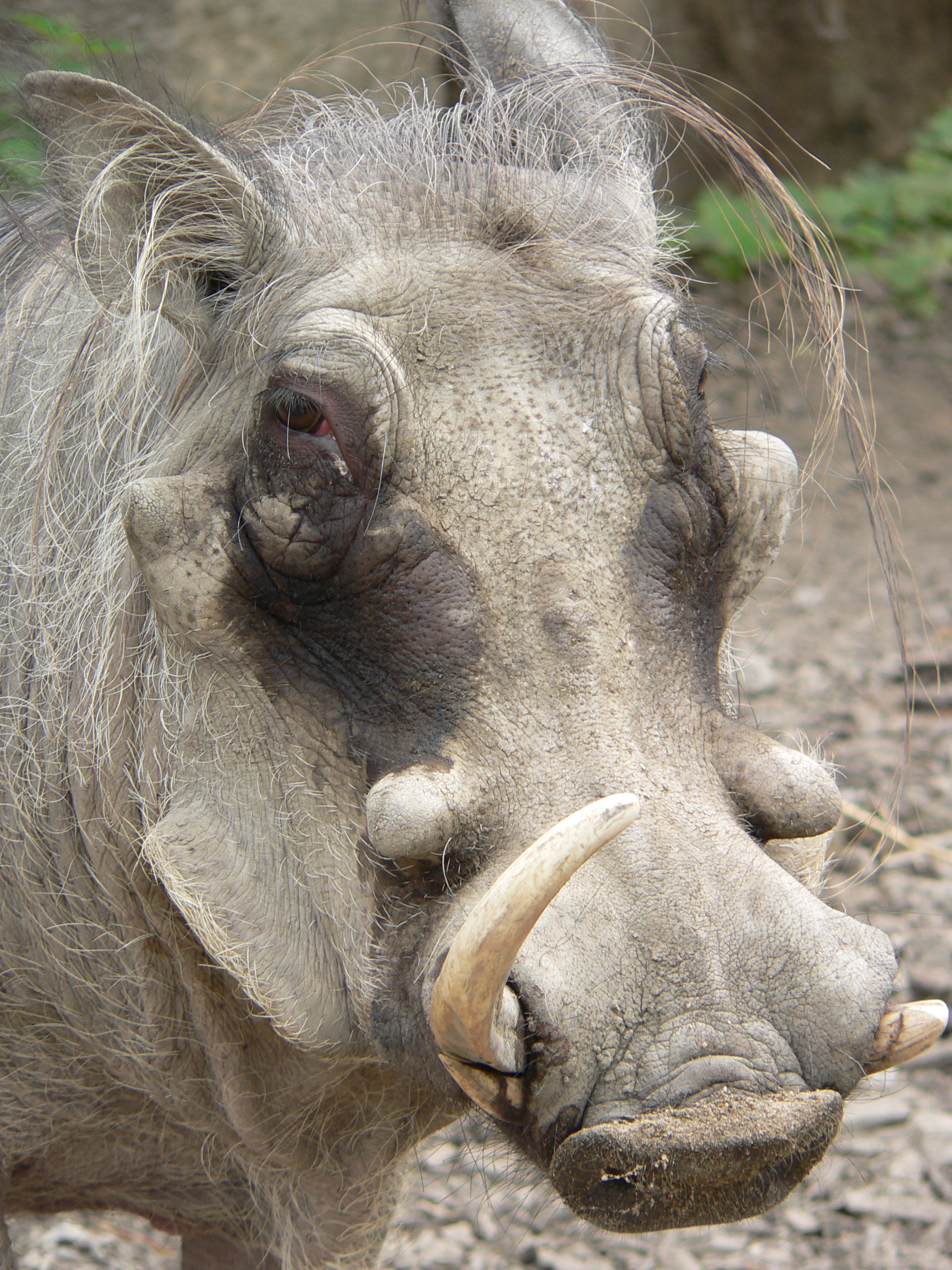
Kopf eines männlichen Warzenschweins

Das Warzenschwein (Phacochoerus africanus) ist eine in weiten Teilen Afrikas beheimatete Säugetierart aus der Familie der Echten Schweine (Suidae). Zusammen mit dem Wüstenwarzenschwein bildet es die Gattung der Warzenschweine.

## Merkmale

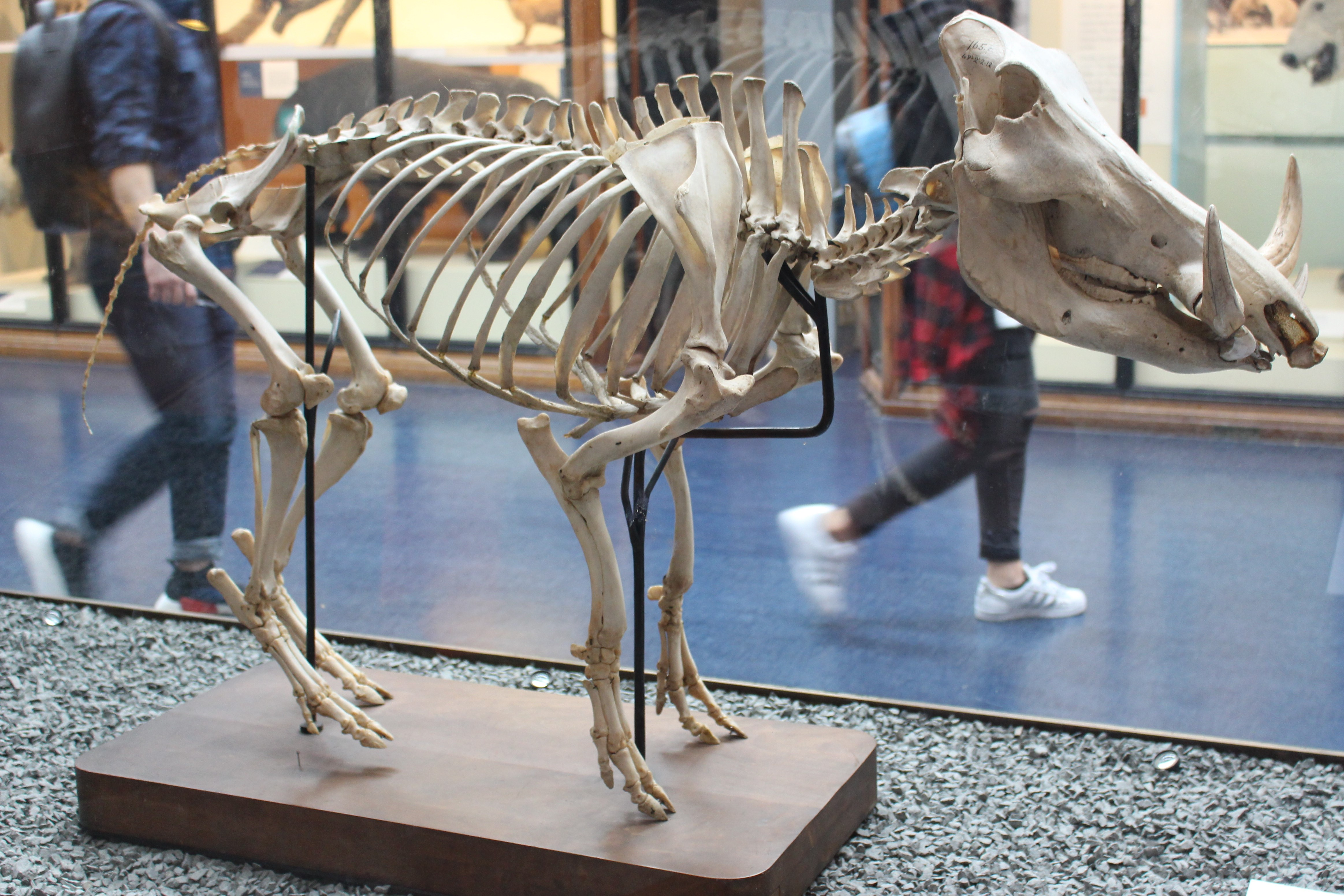
Skelett

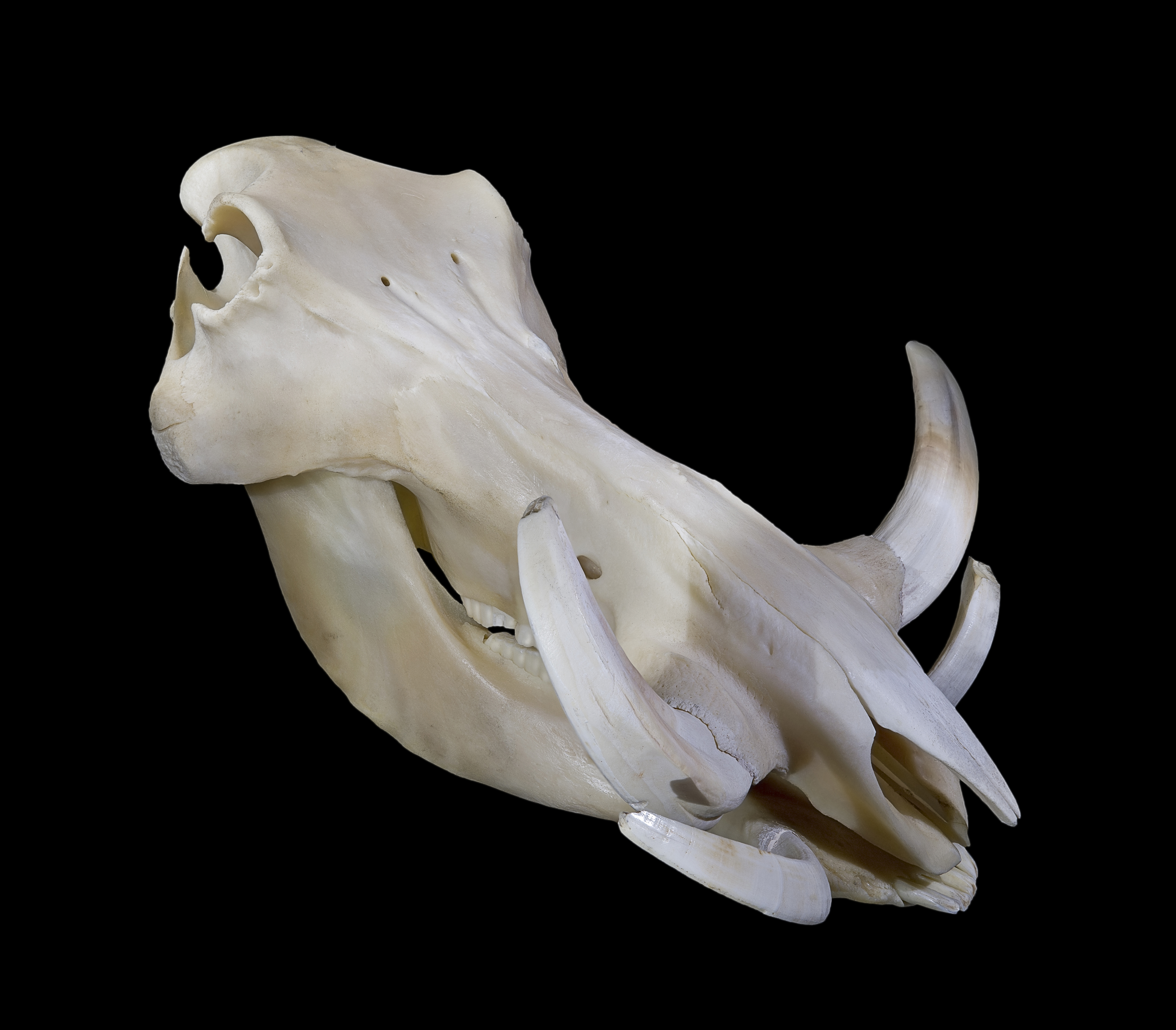
Schädel

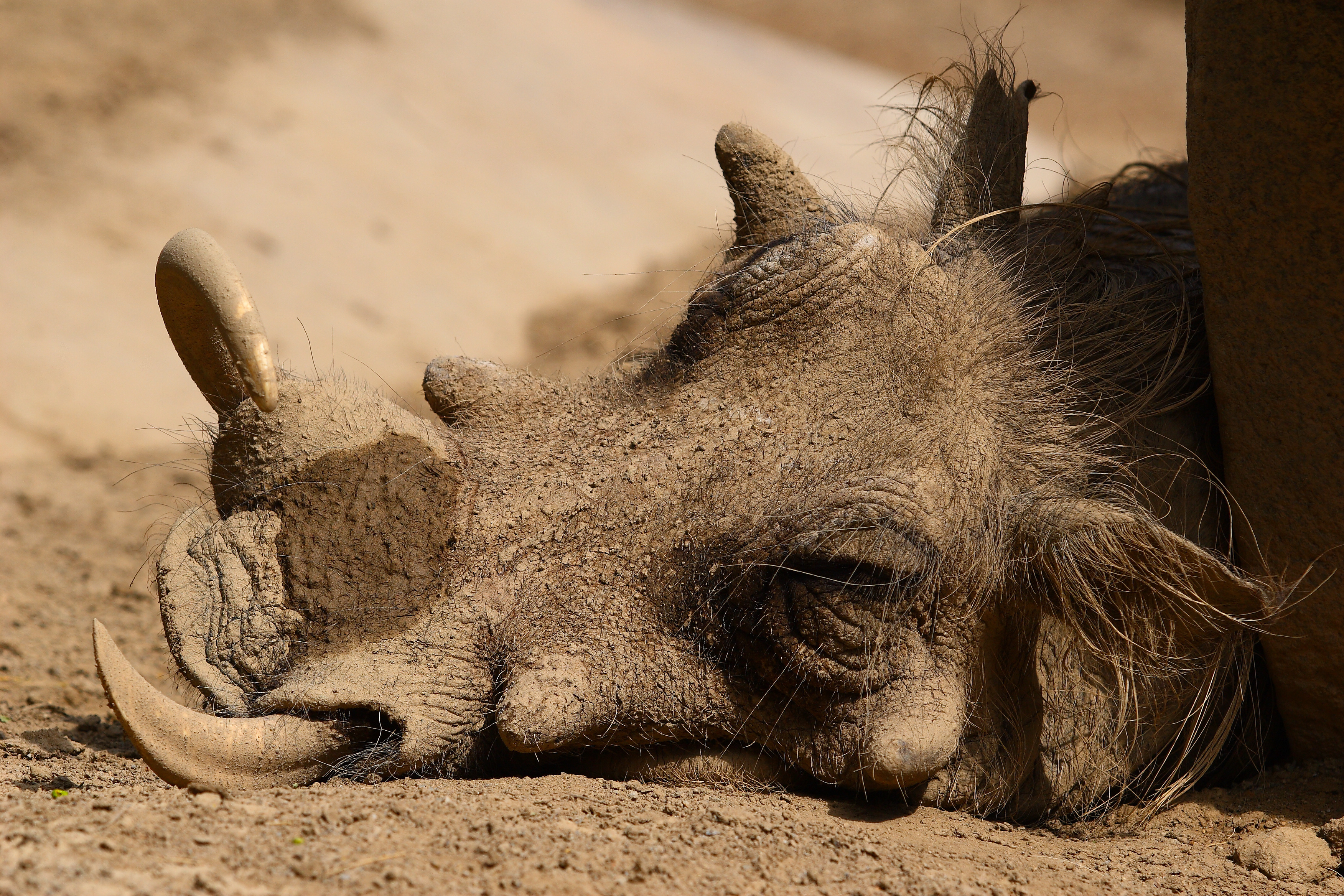
Ein Warzenschwein im San Diego Zoo suhlt sich in der Erde (als Schutz und Abwehr gegen Parasiten)

Warzenschweine ähneln auf den ersten Blick einem etwas flacheren Wildschwein mit einem etwas zu groß geratenen, bizarren Kopf. Vor allem die vier paarig angeordneten Warzen am Kopf und die halbkreisförmigen, bis zu 30 cm langen, gekrümmten Hauer (die Eckzähne des Oberkiefers) tragen zu diesem Eindruck bei. Die unteren Eckzähne sind ebenfalls verlängert; sie sind kürzer, aber schärfer. Die Warzen, die besonders bei alten Männchen sehr groß sein können, sind reine Hautgebilde ohne knöcherne oder Muskelgrundlage, die bereits beim Embryo angelegt sind. Der kurze Hals trägt eine Art Wamme.
Das gewöhnlich graue Fell der Warzenschweine ist aufgrund der wärmeren Heimat wesentlich weniger dicht als das der mitteleuropäischen Wildschweine. Warzenschweine haben eine lange Nacken- und Rückenmähne, die sich bei Gefahr aufrichtet, und einen mit einer Quaste versehenen Schwanz, den sie bei Flucht oder Angriff aufstellen – diesem Verhalten verdanken sie auch den Spitznamen „Radio Afrika“. Diese Tiere erreichen eine Kopf-Rumpf-Länge von 90 bis 150 cm, der Schwanz wird 25 bis 50 cm lang und die Schulterhöhe beträgt 64 bis 85 cm. Das Gewicht liegt zwischen 50 und 150 kg, wobei die Männchen schwerer als die Weibchen werden.

## Verbreitung und Lebensraum

Verbreitung des Warzenschweins
grün = Verbreitungsgebiet
orange = mögliches Verbreitungsgebiet

Warzenschweine sind nahezu in ganz Afrika südlich der Sahara verbreitet. Ihr Verbreitungsgebiet reicht vom Süden Mauretaniens und Senegal bis Äthiopien und südlich bis Namibia und Südafrika. Ihr Lebensraum sind offene Gelände, vorzugsweise in Savannen und lichten Wäldern.

## Lebensweise
Warzenschweine sind im Gegensatz zu den meisten anderen Schweinearten tagaktiv, ruhen aber während der Mittagshitze im Gebüsch oder unter Bäumen. Des Nachts verbergen sie sich in Felslöchern, alten Termitenbauten und mit Vorliebe in den Höhlen der Erdferkel, die nachts auf Nahrungssuche gehen.
Diese Schweine leben in Gruppen von vier bis 16 Tieren, die sich meistens aus mehreren Weibchen mit deren Nachwuchs zusammensetzen. Auch junge Männchen bilden Gruppen, während ausgewachsene Eber meist einzelgängerisch leben. Mehrere Gruppen und Einzeltiere bilden eine Großgruppe. Die Reviere mehrerer Gruppen innerhalb einer Großgruppe überlappen, manchmal werden auch Erdlöcher und andere Ressourcen gemeinschaftlich genutzt.

## Nahrung
Warzenschweine sind Allesfresser, die aber vorwiegend pflanzliche Nahrung zu sich nehmen. Bei der Aufnahme von Gräsern lassen sie sich auf die Handgelenke nieder und schieben sich in dieser Haltung vorwärts. Mit der Schnauze und den Hauern durchwühlen sie das Erdreich auf der Suche nach Wurzeln und Knollen. Beeren, Baumrinde und gelegentlich Aas ergänzen den Speiseplan.

## Fressfeinde
Ausgewachsene Warzenschweine werden von Löwe, Tüpfelhyäne, Leopard und Afrikanischem Wildhund gejagt, vom Gepard hingegen eher nicht. Die Schweine können darauf mit früher Feinderkennung dank der hoch am Kopf befindlichen Position der Augen und mit Spitzengeschwindigkeiten um 50 km/h reagieren. Auch in der direkten Auseinandersetzung wissen sie sich mit den Zähnen als Waffen zu verteidigen, was im Erfolgsfall zudem eine abschreckende Wirkung nach sich zieht. In Gewässern kommt als weiterer Fressfeind noch das Nilkrokodil in Betracht.

## Fortpflanzung

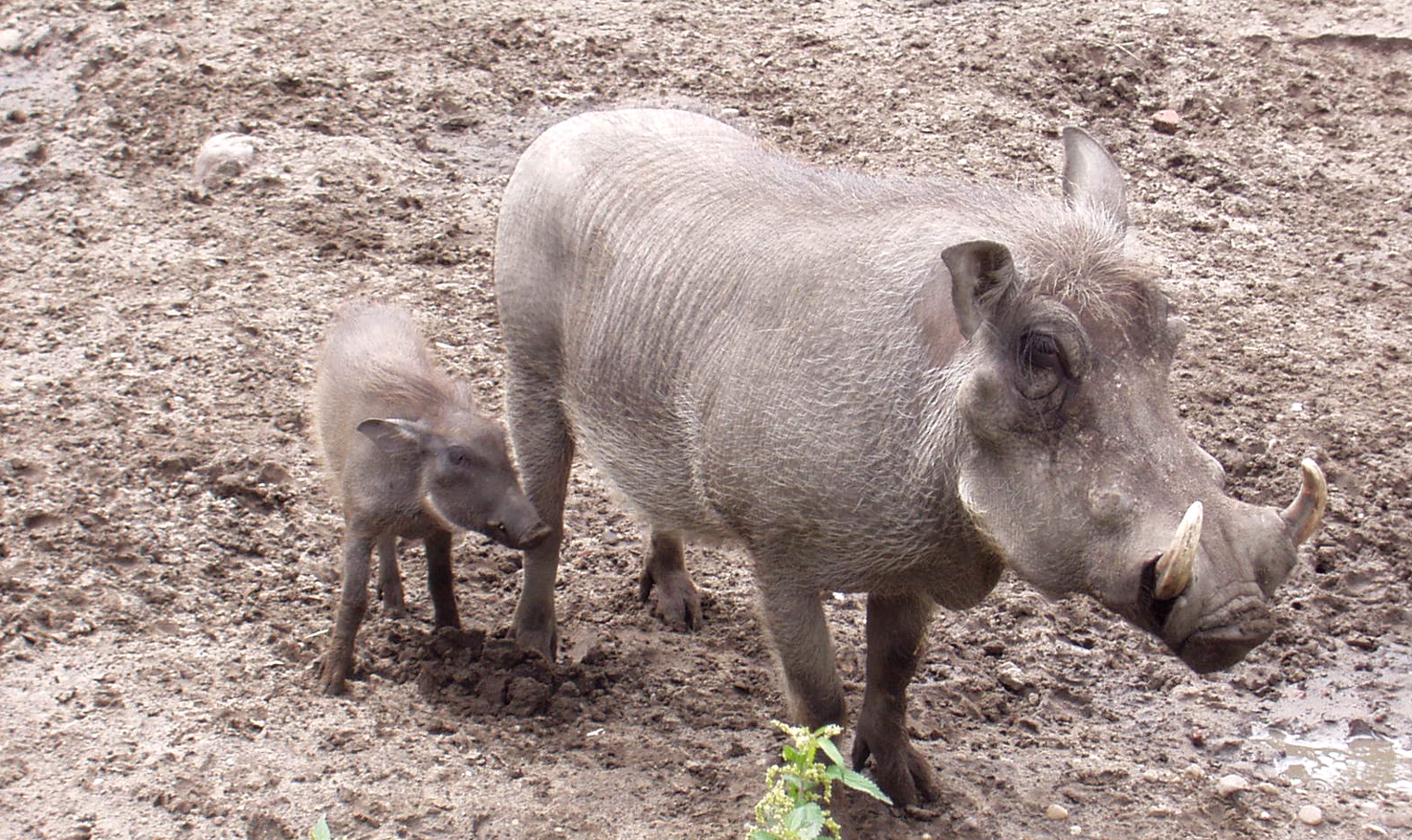
Warzenschwein mit Jungtier

Nach einer rund 150- bis 175-tägigen Tragzeit bringt das Weibchen ein bis acht (üblicherweise zwei oder drei) Jungtiere zur Welt. Die Geburten fallen meist in die Trockenzeit, rund vier bis fünf Monate nach Ende der Regenzeit. Mit 50 Tagen begleiten die Jungtiere ihre Mutter, mit rund fünf Monaten werden sie entwöhnt. Die Männchen verlassen ihre Mutter mit rund 15 Monaten, die Weibchen bleiben länger, oft schließen sie sich auch der Gruppe der Mutter an. Die Geschlechtsreife tritt mit rund 18 bis 21 Monaten ein. In freier Natur beträgt ihre Lebenserwartung 7 bis 11 Jahre, in menschlicher Obhut können diese Tiere an die 20 Jahre alt werden.

## Warzenschweine und Menschen
Einerseits gelten Warzenschweine als Schädlinge, die mancherorts gejagt werden, da sie mit ihrer Grabetätigkeit Felder und Plantagen verwüsten. Andererseits werden sie wegen ihres Fleisches gejagt. Insgesamt ist die Art noch nicht bedroht, wenn sie auch gebietsweise selten geworden ist. Lediglich eine Unterart, das Eritrea-Warzenschwein (Phacochoerus africanus aeliani), das nur in Eritrea und Dschibuti vorkommt, wird von der IUCN als stark gefährdet (endangered) gelistet.